# Dream Wife
 Dream Wife és una pel·lícula estatunidenca dirigida per Sidney Sheldon, estrenada el 1953.

## Argument
Clemson Reade és promès amb Effie, una jove moderna que treballa al Departament d'Estat. En un viatge a l'Orient Mitjà, Clemson coneix la princesa Tarji, que el seu pare presenta com una futura esposa de somni. Però Clemson ha de tornar per casar-se amb Effie la setmana següent. Quan troba la seva promesa, ocupada en resoldre problemes econòmics complexos, es posa a somiar amb l'esposa perfecta que hauria pogut ser la bella princesa àrab. Trenca el seu compromís, i telegrafia a Tarji, que accepta anar als Estats Units. A causa de la crisi del petroli, el departament d'Estat es fica en l'assumpte i li encarrega a Effie que controli el seu expromès. Quan la princesa arriba, li cal una caputxa, i és Effie qui interpretarà aquest paper...

## Repartiment
- Cary Grant: Clemson Reade
- Deborah Kerr: Effie
- Walter Pidgeon: Walter McBride
- Betta St. John: Tarji
- Eduard Franz: Khan
- Buddy Baer: Vizier
- Les Tremayne: Ken Landwell
- Donald Randolph: Ali
- Bruce Bennett: Charlie Elkwood
- Richard Anderson: Henry Malvine
- Dan Tobin: Mr. Brown
- Movita: Rima
- Gloria Holden: Mrs. Landwell
- June Clayworth: Mrs. Elkwood
- Dean Miller: George
- Steve Forrest: Louis
- Jonathan Cott: Soldat d'infanteria de marina
- Patricia Tiernan: Pat

## Premis i nominacions

### Nominacions
- 1954. Oscar al millor vestuari per Helen Rose i Herschel McCoy